# 松崎家
松崎家（まつがさきけ）は、藤原北家勧修寺流甘露寺家庶流の華族の男爵家。

## 歴史
堤哲長の次男松崎万長は、甘露寺勝長の養子の三男となり、慶応3年10月24日に孝明天皇の遺命によって堂上格に取り立てられて一家を興し、同年11月に松崎と号した。明治2年に家禄30石3人扶持が与えられた。万長は明治4年からドイツに留学し、建築学などを修めた。明治17年7月7日に華族令が施行されて華族が五爵制になると、翌8日に万長は男爵に叙せられ、同年に日本に帰国した。皇居御造営事務局御用掛、建築局事務官、建築局四等技師などを歴任した。
しかし松崎家は明治27年3月に制定された旧堂上華族恵恤賜金（この利子が公侯伯子の旧公家華族に支給された）の対象にならなかったこともあり、経済的に困窮した。天皇から援助を受けていた可能性もあるが、結局華族の体面を保てる財産を保持できず、明治29年10月23日に至って爵位を返上した。
万長は大正10年に死去し、その子明長（明治31年3月19日生、昭和14年8月31日没）、ついでその子黄長（昭和10年1月15日生）が跡を継いだ。